# Jan van Stuijvenberg

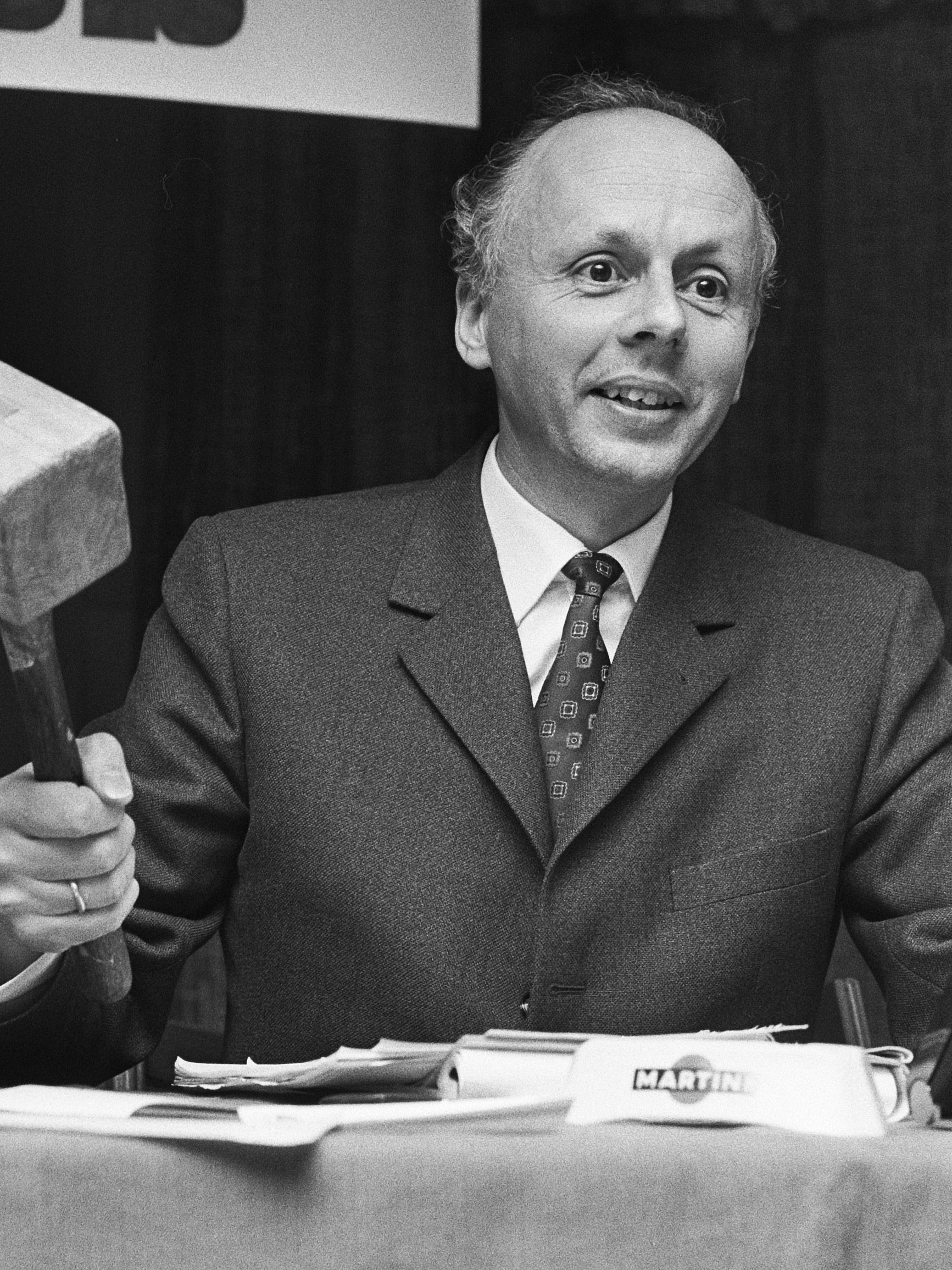
Jan van Stuijvenberg (1970)

Adrianus „Jan“ van Stuijvenberg (* 28. Januar 1928 in Zaltbommel, Provinz Gelderland) ist ein ehemaliger niederländischer Politiker der Partij van de Arbeid (PvdA) sowie zuletzt der Democratisch Socialisten ’70 (DS ’70), der zwischen 1971 und 1972 Staatssekretär im Innenministerium im Kabinett Biesheuvel war.

## Leben
Van Stuijvenberg war zunächst zwischen 1948 und 1951 als Angestellter in einem Notariat in seiner Geburtsgemeinde Zaltbommel und im Anschluss von 1951 bis 1952 Beamter im Sekretariat der Gemeinde Zuilichem, ehe er zwischen 1952 und 1955 Außendienstmitarbeiter des Gemeenschappelijk Administratie Kantoor (GAK) war, eine neu gegründete Einrichtung für Aufgaben der sozialen Sicherheit. 1955 wechselte er in den Dienst der Niederländisch-reformierten Kirche (Nederlandse Hervormde Kerk), wo er bis 1961 Berater des Sozialwerkes war.
Ende der 1950er Jahre begann van Stuijvenberg sein politisches Engagement für die Partij van de Arbeid (PvdA) in der Kommunalpolitik und war zwischen dem 2. September 1958 und dem 1. September 1970 Mitglied des Gemeinderates von Eindhoven. 1961 wurde er Leiter der Abteilung Sozialversicherung der NV Philips’ Gloeilampenfabrieken in Eindhoven und übte diese Beschäftigung bis 1965 aus. Danach fungierte er zwischen März 1965 und September 1970 als Beigeordneter (Wethouder) für Finanzen und Betriebe der Stadt Eindhoven.
Van Stuijvenberg, der am 8. Januar 1970 aus der PvdA ausgetreten und im April 1970 der Democratisch Socialisten ’70 (DS ’70) als Mitglied beigetreten war, wurde am 17. Juli 1971 von Ministerpräsident Barend Biesheuvel zum Staatssekretär im Innenministerium (Staatssecretaris van Binnenlandse Zaken) in dessen Regierung berufen und bekleidete dieses Amt bis zum 21. Juli 1972. In dieser Funktion war er insbesondere für die finanzwirtschaftlichen Aufgaben kleinerer Kommunalverwaltungen, die Organisation und Effizienz des öffentlichen Dienstes, die Automatisierung, die Angelegenheiten von Staatsdruckerei und Staatsverlag sowie die Aufgabenverteilung zuständig.
Nach seinem Ausscheiden aus der Regierung wechselte er am 1. Juni 1973 zum 1938 von Berend Willem Berenschot gegründeten Organisationsberatungsbüro Ir. B.W. Berenschot BV und war zunächst Gruppenleiter für Regierungsberatung sowie im Anschluss vom 1. September 1974 bis 1980 stellvertretender Vorstandsvorsitzender. Zuletzt war er zwischen 1983 und 1987 Direktor des Sint Catharina-Krankenhauses in Eindhoven.